# Čechy na Athénských olympijských mezihrách
Čechy na Athénských olympijských mezihrách v roce 1906 reprezentovalo 13 sportovců v 6 sportech. Šlo o samé muže.

## Medailisté
| Medaile | Jméno                       | Sport    | Disciplína     |
| ------- | --------------------------- | -------- | -------------- |
| Bronz   | Zdeněk Žemla                | Atletika | mužská dvouhra |
| Bronz   | Zdeněk Žemla Ladislav Žemla | Atletika | mužská čtyřhra |

## Atletika
Běžecké a chodecké disciplíny
| Jméno                  | Disciplína | Rozběh   | Rozběh  | Semifinále  | Semifinále  | Finále      | Finále      |
| Jméno                  | Disciplína | Výsledek | Pořadí  | Výsledek    | Pořadí      | Výsledek    | Pořadí      |
| ---------------------- | ---------- | -------- | ------- | ----------- | ----------- | ----------- | ----------- |
| Bohuslav Pohl-Polenský | 100 m      | neznámý  | 2. Q    | neznámý     | 5.          | nepostoupil | nepostoupil |
| Otto Hahnel-Kohout     | 100 m      | neznámý  | neznámé | nepostoupil | nepostoupil | nepostoupil | nepostoupil |
| Arnošt Nejedlý         | 5 mil      | n/a      | n/a     | n/a         | n/a         | neznámý     | neznámé     |
| Arnošt Nejedlý         | Maratón    | n/a      | n/a     | n/a         | n/a         | 3-40:00.2   | 15.         |

Hody, vrhy, skoky
| Jméno                  | Disciplína              | Finále   | Finále  |
| Jméno                  | Disciplína              | Výsledek | Pořadí  |
| ---------------------- | ----------------------- | -------- | ------- |
| Otto Hahnel-Kohout     | Skok daleký             | 5,575    | 20.     |
| Bohuslav Pohl-Polenský | Trojskok                | 12,195   | 12.     |
| František Souček       | Hod diskem              | neznámý  | neznámé |
| Miroslav Šustera       | Hod diskem              | neznámý  | neznámé |
| František Souček       | Hod diskem (řecký styl) | 27,550   | 6.      |
| Miroslav Šustera       | Hod diskem (řecký styl) | 27,080   | 7.      |
| František Souček       | Hod oštěpem             | 39,000   | 10.     |
| Miroslav Šustera       | Pětiboj                 | 38 bodů  | 12.     |
| František Souček       | Pětiboj                 | 41 bodů  | 14.     |

## Gymnastika
| Jméno            | Disciplína            | Finále   | Finále |
| Jméno            | Disciplína            | Výsledek | Pořadí |
| ---------------- | --------------------- | -------- | ------ |
| Bohumil Honzátko | víceboj               | 109      | 10.    |
| Bohumil Honzátko | víceboj (5 disciplín) | 90       | 7.     |
| Bohumil Honzátko | šplh na laně          | 19       | 17.    |

## Střelba
| Jméno               | Disciplína                                         | Zásahy | Body | Pořadí |
| ------------------- | -------------------------------------------------- | ------ | ---- | ------ |
| Antonín Ehrenberger | libovolná pistole, 50 metrů                        | 28     | 174  | 26.    |
| Antonín Ehrenberger | puška Gras model, 20 metrů                         | 13     | 55   | 29.    |
| Antonín Ehrenberger | libovolná puška, 300 metrů                         | 24     | 113  | 31.    |
| Antonín Ehrenberger | puška Gras model v kleče nebo ve stoje , 200 metrů | 26     | 161  | 10.    |
| Antonín Ehrenberger | libovolná puška v kleče nebo ve stoje, 300 metrů   | 24     | 104  | 41.    |

## Tenis
| Jméno                       | Disciplína    | 1. kolo                          | 2. kolo                                | Čtvrtfinále                                           | Semifinále                                      | Finále       | Pořadí                      |
| Jméno                       | Disciplína    | Soupeř Skóre                     | Soupeř Skóre                           | Soupeř Skóre                                          | Soupeř Skóre                                    | Soupeř Skóre | Pořadí                      |
| --------------------------- | ------------- | -------------------------------- | -------------------------------------- | ----------------------------------------------------- | ----------------------------------------------- | ------------ | --------------------------- |
| Zdenek Žemla                | Men's Singles | volný los                        | Maurice Germot (FRA) · P 6–3, 1–6, 2-6 | nepostoupil                                           | nepostoupil                                     | nepostoupil  | Bronzová olympijská medaile |
| Jaroslav Žemla              | Men's Singles | Károly Vitus (HUN) · V           | Leon Zarifis (GRE) · odstoupil         | nepostoupil                                           | nepostoupil                                     | nepostoupil  | 9.                          |
| Ladislav Žemla              | Men's Singles | Karel Beukema (NED) · P 0–6, 4–6 | nepostoupil                            | nepostoupil                                           | nepostoupil                                     | nepostoupil  | 14.                         |
| Zdenek Žemla Ladislav Žemla | Men's Doubles | volný los                        | volný los                              | Homer Byington · Robert Schauffler (USA) · V 6–3, 6–3 | Max Decugis · Maurice Germot (FRA) · P 3–6, 4–6 | nepostoupil  | Bronzová olympijská medaile |

## Šerm
| Jméno                   | Disciplína           | Základní skupina | Semifinále  | Finále      |
| Jméno                   | Disciplína           | Pořadí           | Pořadí      | Pořadí      |
| ----------------------- | -------------------- | ---------------- | ----------- | ----------- |
| Vlastimil Lada-Sázavský | Fleret - jednotlivci | neznámé          | nepostoupil | nepostoupil |

## Zápas
řecko-římský
| Jméno           | Disciplína   | Round 1          | Semifinals        | Finále          | Finále          | Finále |
| Jméno           | Disciplína   | Soupeř Výsledek  | Soupeř Výsledek   | Soupeř Výsledek | Soupeř Výsledek | Pořadí |
| --------------- | ------------ | ---------------- | ----------------- | --------------- | --------------- | ------ |
| Karel Halík     | lehká váha   | Erődi (HUN) · V  | Carlsen (DEN) · P | nepostoupil     | nepostoupil     | 4.     |
| Václav Hradecký | střední váha | Tsitas (GRE) · V | Behrens (DEN) · P | nepostoupil     | nepostoupil     | 5.     |